# Kuźnica (gromada)
Kuźnica – dawna gromada, czyli najmniejsza jednostka podziału terytorialnego Polskiej Rzeczypospolitej Ludowej w latach 1954–1972.
Gromady, z gromadzkimi radami narodowymi (GRN) jako organami władzy najniższego stopnia na wsi, funkcjonowały od reformy reorganizującej administrację wiejską przeprowadzonej jesienią 1954 do momentu ich zniesienia z dniem 1 stycznia 1973, tym samym wypierając organizację gminną w latach 1954–1972.
Gromadę Kuźnica z siedzibą GRN w Kuźnicy utworzono – jako jedną z 8759 gromad – w powiecie sokólskim w woj. białostockim, na mocy uchwały nr 22/V WRN w Białymstoku z dnia 4 października 1954. W skład jednostki weszły obszary dotychczasowych gromad Kuźnica, Kowale, Kowale Kolonia, Wojnowce i Chreptowce ze zniesionej gminy Kuźnica w tymże powiecie. Dla gromady ustalono 15 członków gromadzkiej rady narodowej.
1 stycznia 1958 do gromady Kuźnica przyłączono część obszaru zniesionej gromady Wołyńce (wsie Kuścińce, Wołyńce, Saczkowce i Wyzgi oraz kolonię Dubnica i kolonię Kuścin).
31 grudnia 1959 do gromady Kuźnica przyłączono obszar zniesionej gromady Czuprynowo a także wsie Czepiele i Tołcze, kolonię Tołoczki Małe i przysiółek Kryski ze zniesionej gromady Klimówka.
31 grudnia 1961 do gromady Kuźnica przyłączono wsie Białobłockie i Wołkusze ze znoszonej gromady Popławce.
1 stycznia 1972 do gromady Kuźnica przyłączono wsie Bilminy i Klimówka ze zniesionej gromady Malawicze Dolne.
Gromada przetrwała do końca 1972 roku, czyli do kolejnej reformy gminnej. Z dniem 1 stycznia 1973 roku reaktywowano gminę Kuźnica.